# باشگاه فوتبال لوگانو
باشگاه فوتبال لوگانو (انگلیسی: Football Club Lugano) یک باشگاه فوتبال است که در لوگانو در سوئیس پایه‌گذاری شده است.